# Karancskeszi
Karancskeszi är en ort i Ungern.   Den ligger i provinsen Nógrád, i den norra delen av landet, 90 km nordost om huvudstaden Budapest. Karancskeszi ligger 184 meter över havet och antalet invånare är 1 924.
Terrängen runt Karancskeszi är huvudsakligen platt, men österut är den kuperad. Karancskeszi ligger nere i en dal. Runt Karancskeszi är det ganska tätbefolkat, med 134 invånare per kvadratkilometer. Närmaste större samhälle är Salgótarján, 10,7 km sydost om Karancskeszi. I omgivningarna runt Karancskeszi växer i huvudsak lövfällande lövskog.